# Maria Rolly
Maria Rolly (* 29. Oktober 1925 in Basel; † 7. September 2021 in Arlesheim) war eine Schweizer zeitgenössische Künstlerin, Malerin und Zeichnerin, die sich der Art brut zurechnen lässt.

## Leben und Werk
Maria Rolly wurde in Basel geboren. Sie wuchs nicht bei ihrer zu diesem Zeitpunkt 19-jährigen Mutter auf, lernte auch nie ihren Vater kennen, sondern verbrachte Kindheit und Jugend bei ihren Grosseltern, die Bauern waren, im Kanton Basel-Landschaft und bei einer Tante im Tessin. Sie absolvierte ein Lehrjahr in der Landwirtschaft und eine kaufmännische Ausbildung und arbeitete anschliessend in einer pharmazeutischen Fabrik. Ihren Beruf gab sie 1951 auf, als sie den Basler Grafiker Hanspeter Rolly heiratete. Das Paar bekam zwei Söhne.
Im Alter von vierzig Jahren begann Maria Rolly 1965 als Autodidaktin gegenständliche und farbenfrohe Gemälde, die an Naive Kunst und den Phantastischen Realismus erinnern, mit Tempera auf Karton zu malen. Sie fertigte auch Linolschnitte, Collagen, Radierungen, Aquarelle und Hinterglasmalereien. Bereits 1966 konnte sie in der Kunsthalle Basel und danach in weiteren Galerien ausstellen. Erst 1988 kam Maria Rolly mit ihrer 82-jährigen Mutter, die frisch verwitwet war, über die nie gelebte Mutter-Tochter-Beziehung ins Gespräch. In der Folge schuf sie zwischen 1988 und 1991 ihren 16-teiligen Mütter-Zyklus, der als solitäres Werk durch seine Andersartigkeit hervorsticht. Die Werkreihe besteht aus 16 grossformatigen fast einen Meter hohen Pastellkreide-Zeichnungen von Müttern, in denen sich Maria Rolly auseinandersetzte mit «Mütterbildern, ja darüber hinaus mit verschiedenen Frauenrollen. Von der verführerischen jungen Frau, über die wehrhafte Amazone bis zur Matrone.» «Jede verkörpert dabei unterschiedliche Formen von Mutter-Sein: von böse über liebevoll bis zu janusköpfig. Es ist ein Versuch, die eigene Mutter und ihr Handeln akzeptieren zu können und sich noch spät mit ihr auszusöhnen.»
Auch nach dem Tod ihres Mannes im Jahr 1994 lebte und arbeitete Maria Rolly in Basel. Sie war Mitglied im Berufsverband «visarte region basel» sowie im Kulturverein Elsass-Freunde-Basel und beteiligte sich an den Jahresausstellungen der Basler Künstler in der Kunsthalle. 2019 schenkte sie den Mütter-Zyklus dem open art museum in St. Gallen, das ihr und ihrem Werk 2020/2021 eine Ausstellung gemeinsam mit Linda Naeff widmete. Nach ihrem Tod im Jahr 2021 wurde ihre Urne im Familienkreis beigesetzt. Neben dem open art museum befinden sich Werke von ihr in privaten Sammlungen und wurden vom Kunstkredit Basel-Stadt und Kunstkredit Baselland angekauft.

## Ausstellungen (Auswahl)
- 2020/2021: ÜberMütter. open art museum, St. Gallen[11][12]
- 2013: Maria Rolly. Malerei, Hinterglas, Zeichnung, Grafik, Collage. Maison 44, Basel[4]
- 1999/2000: Jahresausstellung der Basler Künstlerinnen und Künstler, Kunsthalle Basel
- 1997: Maria Rolly. Temperabilder, Kreide-Zeichnungen, Radierungen. Galerie Hiemesch, Basel
- 1993/1994: Gestaltung eines Raumes in der Kunsthalle Basel auf Einladung von Thomas Kellein[3][4]
- 1992/1993: Mütter-Zyklus. Halle Saint Pierre (Musée d’Art Naïf Max Fourny), Paris[3][4]
- 1988: Maria Rolly. Temperas, Aquarelle, Zeichnungen. Galerie Hofer, Basel
- 1981: Une œuvre – un artiste. Un artiste – une œuvre. Exposition Suisse ’81, Halle des expositions, Delsberg[6][13]
- 1966: Weihnachtsausstellung der Kunsthalle Basel[4]